# Anton Huber (Radsportler)
Anton Huber (* 9. August 1870 in München; † 30. Dezember 1961 in Baden, Österreich)  war ein deutscher Radrennfahrer.
Von Mitte der 1890er Jahre an gehörte Anton Huber zu den stärksten deutschen Profi-Rennfahrern auf der Bahn. Hauptsächlich war er als Sprinter und Tandemfahrer aktiv und gewann zahlreiche Große Preise. 1906 gelang es ihm jedoch in Nürnberg, deutscher Meister der Steher vor Peter Günther zu werden.
Zwischen 1896 und 1903 lag Huber in der Verdiensttabelle der deutschen Bahn-Profis mit rund 30.000 Mark Einkommen auf Platz vier bei 97 Siegen. 